# Larva

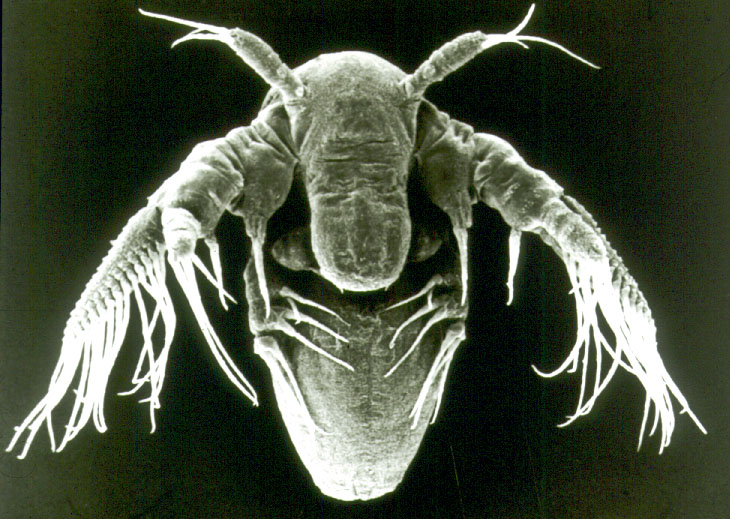
Larva de "camarón", Malacostraca

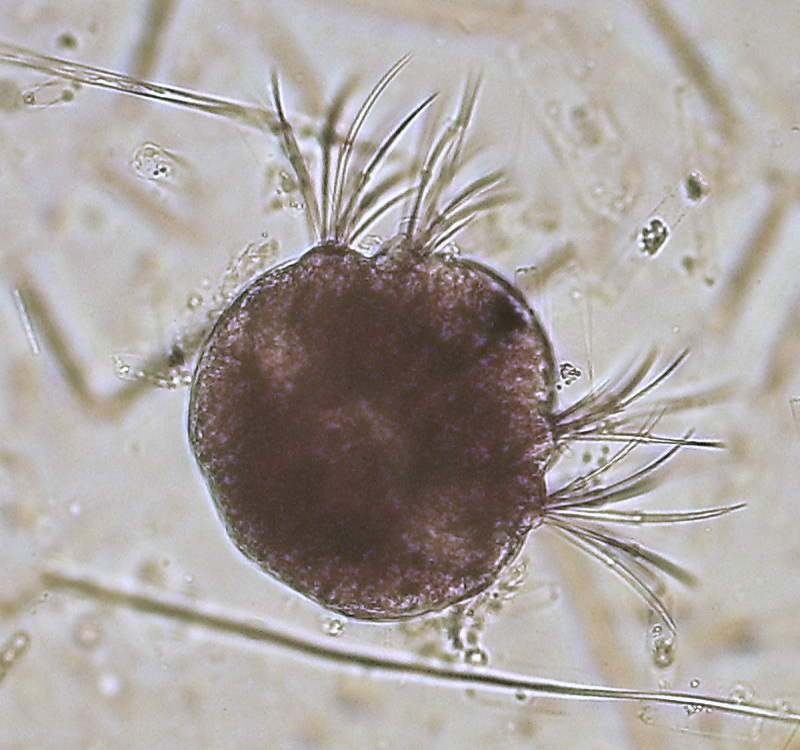
Larva de Polychaeta, un Anélido

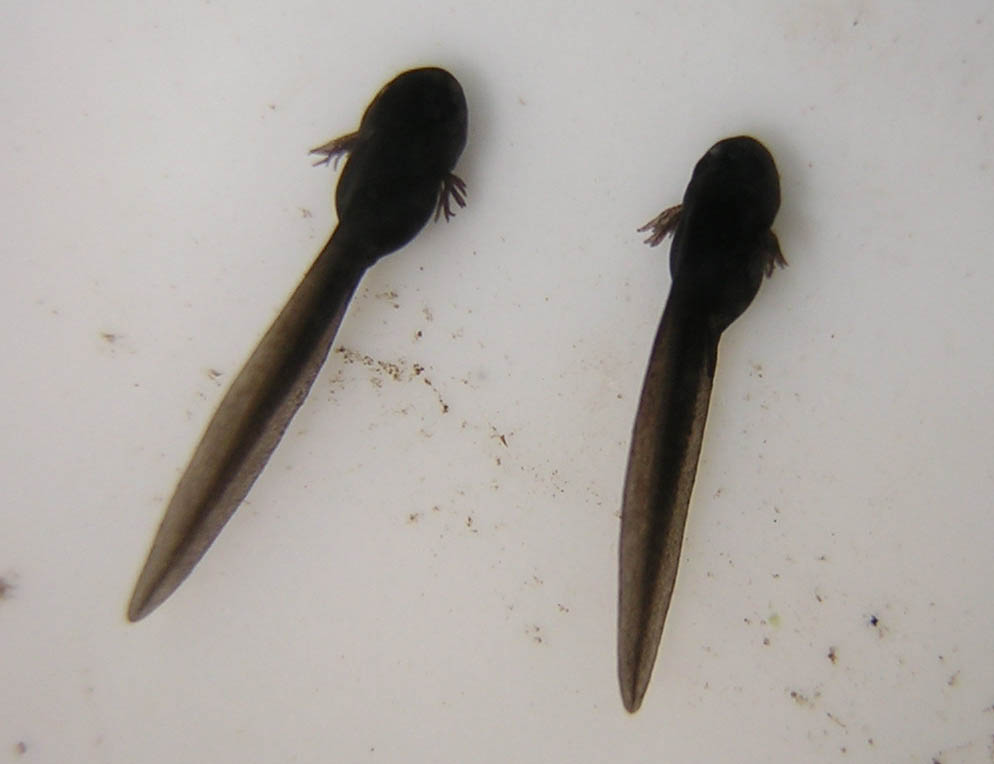
Renacuajos: larvas de anfibios anuros

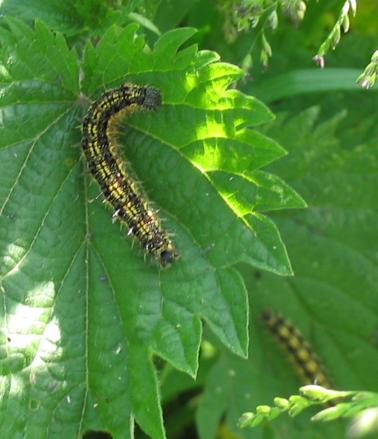
Oruga o larva de la mariposa Aglais urticae

Las larvas son las fases juveniles de los animales con desarrollo indirecto (con metamorfosis) y que tienen una anatomía, fisiología y ecología diferente del adulto. El adjetivo que se hace derivar de larva es larvario. En la lengua común las larvas reciben frecuentemente nombres distintos a los adultos; ése es el lugar que ocupan palabras como oruga (mariposas), cresa (moscas), o renacuajo (ranas y sapos)
Las larvas difieren siempre muy significativamente de los adultos, en aspectos como tamaño, forma externa, e incluso anatomía interna y fisiología (desarrollo de sus funciones). Las diferencias guardan relación con las diferencias ecológicas, tanto en cuanto a hábitat como en cuanto a los recursos.

## Consideraciones generales
Es habitual que las larvas ocupen un nicho ecológico y residan en un hábitat diferente al de los adultos. Por ejemplo, las libélulas, los mosquitos o las ranas pasan su vida adulta en el medio aéreo, pero sus larvas son acuáticas. En estos casos es normal que las larvas presenten branquias y los adultos sistemas aéreos de intercambio de gases, como los pulmones en los anfibios o el sistema traqueal en los insectos. La cresa de la moscarda se alimenta de cadáveres,  mientras que el adulto busca flores de las que toma el néctar; esto es lo que justifica que plantas como el aro hediondo gigante o la estapelia, sean capaces de conseguir sus servicios como polinizadores. En el "león de hormigas" (un neuróptero) la larva es depredadora, mientras el adulto busca alimentos vegetales. Muchos invertebrados marinos bentónicos producen larvas planctónicas que son arrastradas por las corrientes y así pueden colonizar substratos nuevos.
En cualquier animal, el desarrollo de las gónadas es la principal diferencia entre un individuo juvenil y un adulto, pero la evolución rompe a veces la sincronización entre los desarrollos de los diversos sistemas orgánicos (heterocronía), adelantándose la madurez sexual. El caso más notable es el que se observa en muchos anfibios caudados, como el conocido ajolote, donde los individuos neoténicos alcanzan la madurez reproductiva sin metamorfosearse.

## Insectos
En los insectos con metamorfosis completa (holometabolismo) existen varios estadios de desarrollo: huevo, larva, pupa e imago (adulto) netamente diferenciados. No continúan creciendo después de la metamorfosis (no mudan); en los insectos holometábolos, las larvas alcanzan un tamaño mayor que los adultos, invirtiéndose la diferencia de masa en el esfuerzo fisiológico que acompaña a la transformación.
En otros casos las diferencias son discretas como ocurre en los insectos hemimetábolos, donde sólo faltan las alas y el desarrollo de los genitales en los estadios juveniles, a los que se llama entonces ninfas, no larvas.
La transformación en adulto, llamada metamorfosis, requiere una reorganización intensa de la anatomía externa e interna, de manera que para llevar a cabo la misma deben frecuentemente digerirse tejidos, con apoptosis, y formarse órganos nuevos. La metamorfosis se produce durante una fase de reposo, llamada pupa (o crisálida en el caso de las mariposas). Para entrar en esa fase la larva puede buscar refugio o elaborarlo, como hacen las mariposas de la seda.

## Tipos de larvas de insectos

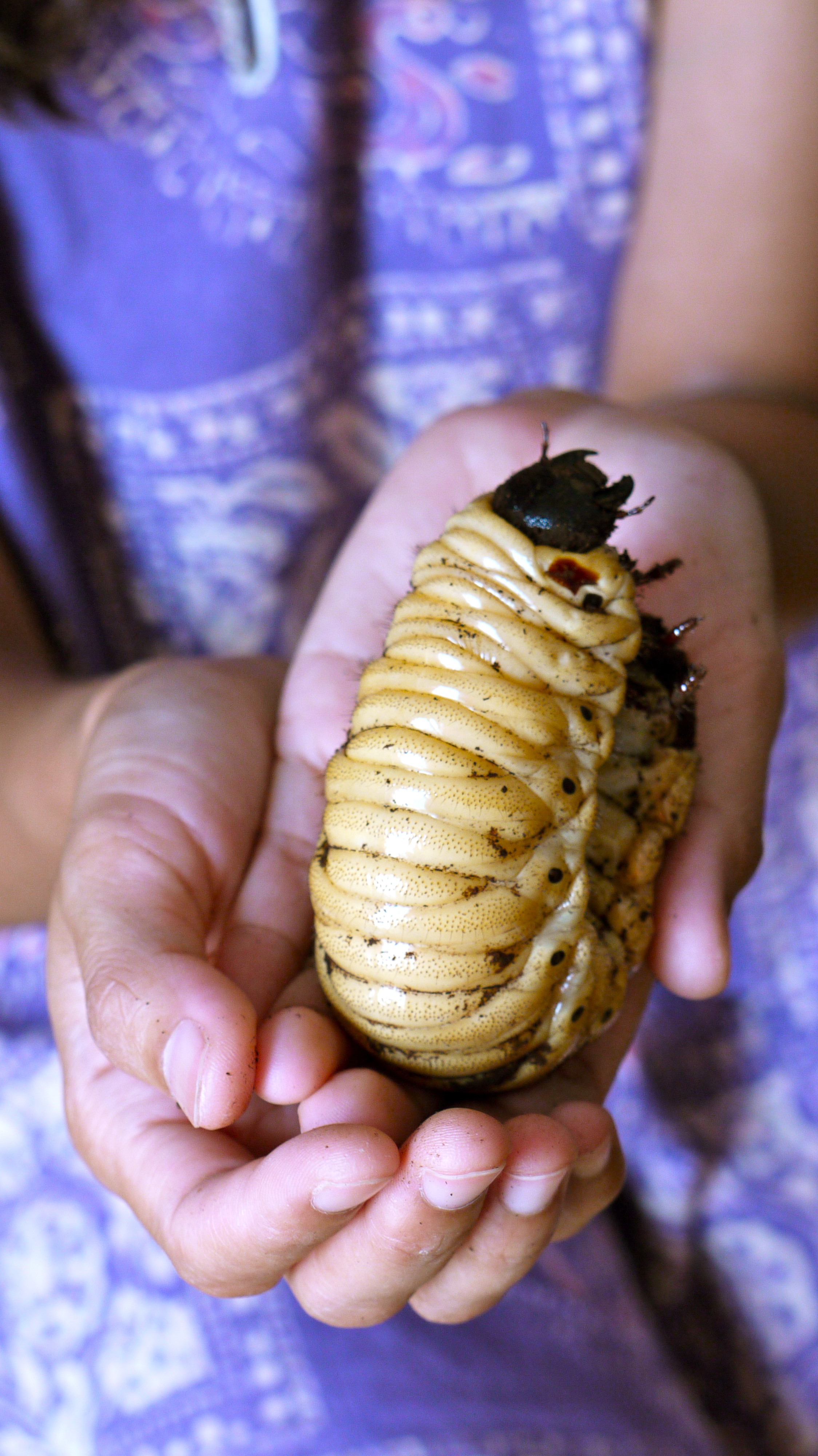
Las larvas del escarabajo Hércules (Dynastes hercules) se encuentran entre las más grandes de cualquier especie de insecto.

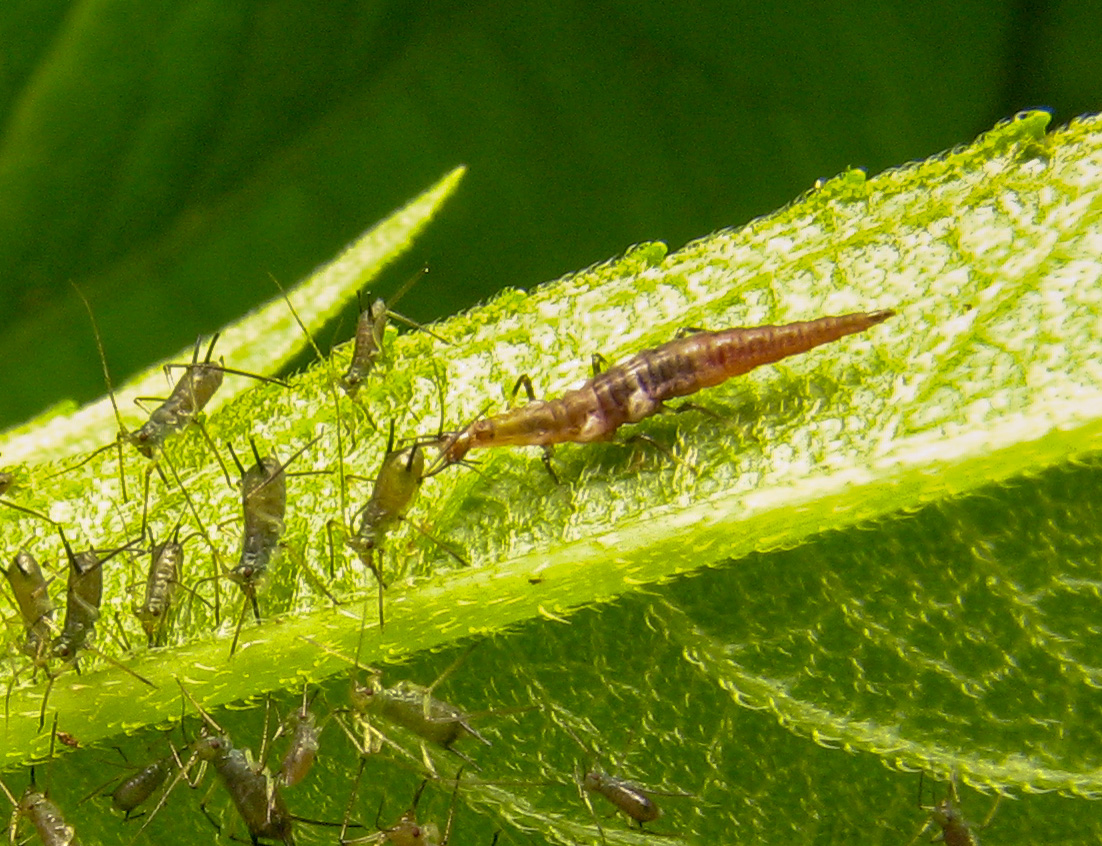
Larva campodeiforme de Micromus sp.

Dentro de Insectos, sólo Endopterygotes muestran metamorfosis completa, incluyendo una etapa larval distinta.Varias clasificaciones han sido sugeridas por muchos entomólogos,  y la siguiente clasificación se basa en la clasificación de Antonio Berlese en 1913. Existen cuatro tipos principales de larvas endopterigotas:
1. Larvas ápodas: no tienen patas y están poco esclerotizadas. Basado en esclerotización. Todos los Apocrita son ápodos.  Se reconocen tres formas ápodas.
  - Eucéfalos - con cápsula cefálica bien esclerotizada. Se encuentra en las familias Nematocera, Buprestidae y Cerambycidae.
  - Hemicephalus - con una cápsula cefálica reducida, retráctil en el tórax. Se encuentra en las familias Tipulidae y Brachycera.
  - Acephalus - sin cápsula cefálica. Se encuentra en Cyclorrhapha
2. Larvas de protópodo - las larvas tienen muchas formas diferentes y a menudo distintas de la forma normal de un insecto. Nacen de huevos que contienen muy poca yema. Por ejemplo, larvas de primer instar de himenópteros parásitos.
3. Larvas polípodas - también conocidas como larvas eruciformes, estas larvas tienen patas abdominales, además de las patas torácicas habituales. Están poco esclerotizadas y son relativamente inactivas. Viven en estrecho contacto con su alimento. El mejor ejemplo son las orugas de lepidópteros.
4. Larvas oligópodas - tienen la cápsula cefálica bien desarrollada y las piezas bucales son similares a las del adulto, pero sin ojos compuestos. Tienen seis patas. No tienen patas abdominales. Se pueden observar dos tipos:
  - Campodeiformes - cuerpo bien esclerotizado, aplanado dorso-ventralmente. Normalmente depredadores de patas largas con aparato bucal prognato. (crisopas, tricópteros, moscas de mayo y algunos coleópteros).
  - Escarabeiformes: tórax y abdomen planos, poco esclerotizados. Generalmente de patas cortas y formas excavadoras inactivas. (Scarabaeoidea y otros coleópteros).

## Larvas del reino animal

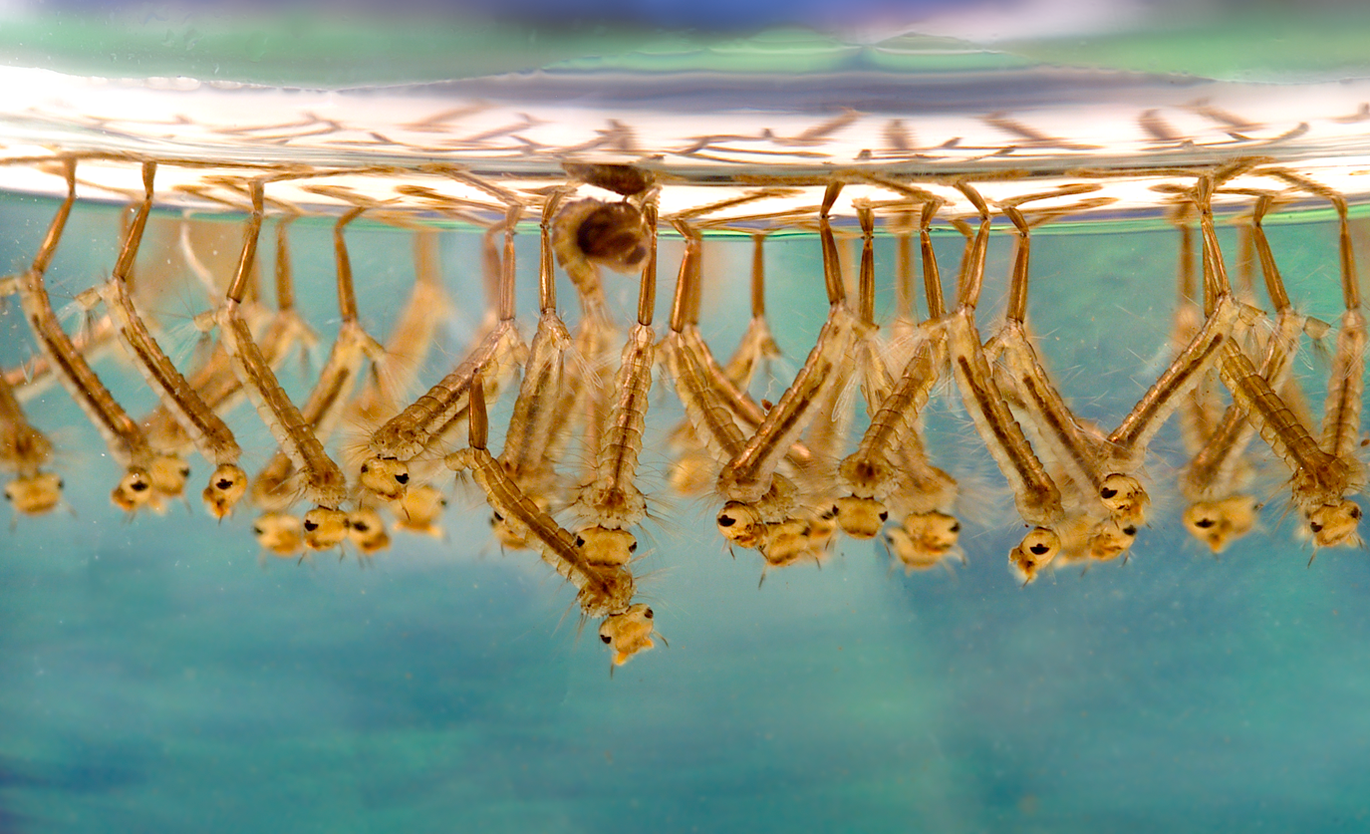
Larvas de mosquitos del género Culex. Como se puede ver en la foto, las larvas forman grupos compactos en aguas estancadas. Un cambio en el comportamiento alimenticio de estos mosquitos permite explicar el aumento de la prevalencia del virus del Nilo Occidental en América del Norte.

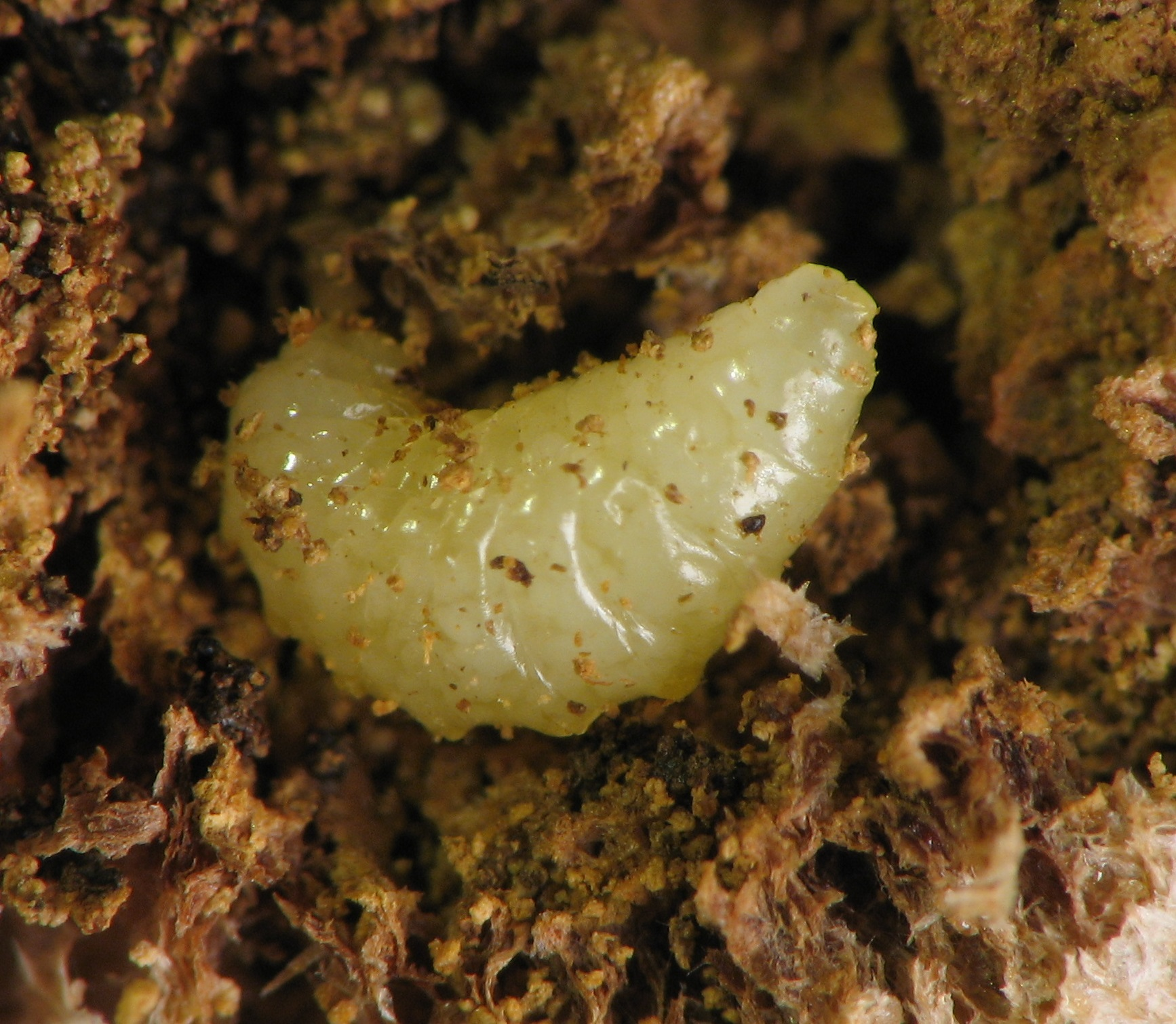
Larva parasítica de Eurytoma gigantea en agalla de (Solidago sp.)

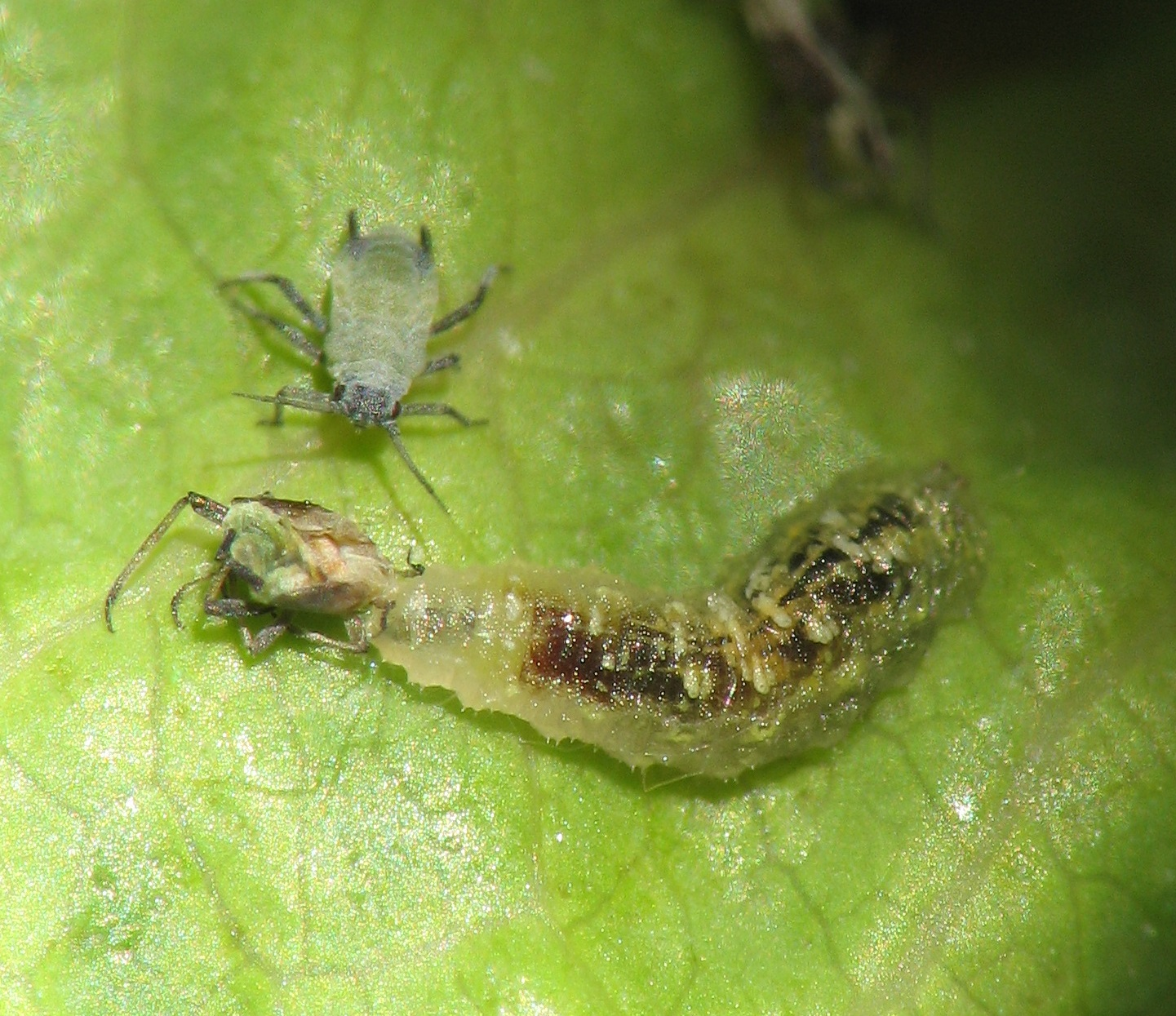
Larva de mosca Syrphidae alimentándose de pulgones.

| Larva                 | Grupo            |
| --------------------- | ---------------- |
| Acántor               | Acantocéfalos    |
| Actinotroca           | Foronídeos       |
| Actínula              | Hidrozoos        |
| Amocetes              | Lampreas         |
| Anfiblástula          | Poríferos        |
| Auricularia           | Holoturoideos    |
| Bipinnaria            | Asteroideos      |
| Braquiolaria          | Asteroideos      |
| Celoblástula          | Poríferos        |
| Cercaria              | Trematodos       |
| Cidípida              | Ctenóforos       |
| Cifonauta             | Briozoos         |
| Cipris                | Cirrípedos       |
| Coracidio             | Cestodos         |
| Dauer                 | Nematodos        |
| Dipléurula            | Equinodermos     |
| Diporpa               | Monogéneos       |
| Doliolaria            | Crinoideos       |
| Doliolaria            | Holoturoideos    |
| Equinoderoide         | Nematomorfos     |
| Equinoplúteus         | Equinoideos      |
| Estomoblástula        | Poríferos        |
| Estrongiloide         | Nematodos        |
| Gloquidio             | Bivalvos         |
| Oncosfera u Hexacanta | Cestodos         |
| Infusoriforme         | dicemidos        |
| Larva de Desor        | Heteronemertinos |
| Larva de Göte         | Turbelarios      |
| Larva de Müller       | Turbelarios      |
| Metacercaria          | Trematodos       |
| Microfilaria          | Nematodos        |
| Miracidio             | Trematodos       |
| Mitraria              | Poliquetos       |
| Nauplio               | Crustáceos       |
| Ofioplúteus           | Ofiuroideos      |
| Oncomiracidio         | Monogéneos       |
| Oruga                 | Insectos         |
| Pandora               | Ciclióforos      |
| Parenquímula          | Poríferos        |
| Pedivelígera          | Bivalvos         |
| Pericalimna           | Escafópodos      |
| Pillidium             | Nemertinos       |
| Plánula               | Cnidarios        |
| Plerocercoide         | Cestodos         |
| Plúteus               | Equinoideos      |
| Plúteus               | Ofiuroideos      |
| Pseudotrocófora       | Poliplacóforos   |
| Rabditoide            | Nematodos        |
| Redia                 | Trematodos       |
| Renacuajo             | Anfibios         |
| Tornaria              | Enteropneusta    |
| Trocófora             | Trocozoos        |